# PhyreEngine
PhyreEngine — графический движок, разработанный отделом исследований и разработок (англ. Research & Development) филиала Sony Computer Entertainment Europe (SCEE R&D), который принадлежит транснациональной корпорации Sony. PhyreEngine является проприетарным бесплатным кроссплатформенным графическим движком реального времени для IBM PC-совместимых персональных компьютеров под управлением операционных систем Microsoft Windows и Linux, а также для игровых консолей Sony PlayStation 3, PlayStation Portable и PlayStation Vita. Лицензия PhyreEngine позволяет использовать его для платформ компании Sony любым разработчиком игр или подпрограммного ПО. «PhyreEngine» распространяется как установочный пакет, который включает весь исходный код и программные инструменты для Microsoft Windows. На март 2011 года PhyreEngine используется в около 50 компьютерных играх от разных разработчиков.

## История разработки
Сразу после начала продаж консоли PlayStation 3 в ноябре 2006 года компания Sony столкнулась с тем, что очень многие разработчики компьютерных игр стали заявлять, что аппаратная архитектура PlayStation 3, в основе которой лежит гетерогенный принцип вычислительных мощностей, очень сложная для разработки по сравнению с архитектурами ПК и Xbox 360. Поэтому Sony решила запустить проект по созданию программного комплекса для разработки игр на PlayStation 3, который должен был «помогать» разработчикам создавать игры для данной консоли. Данная задача была поручена отделу исследований и разработок (англ. Research & Development) при Sony Computer Entertainment Europe — европейскому подразделению филиала Sony Computer Entertainment. Изначально проект назывался «PSSG», однако потом переименован в «PhyreEngine».
20 февраля 2008 года во время конференции Game Developers Conference 2008 на сессии, посвящённой PSN, компания Sony впервые огласила сведения о PhyreEngine и предоставила общественности множество информации по нему, включая технологические характеристики, условия лицензирования и список игр с использованием движка. Было заявлено, что PS3-версия игры flOw, вышедшая 22 февраля 2007 года, и PS3-версия игры GripShift, вышедшая 4 января 2007 года, использовали PhyreEngine. Также было заявлено, что PhyreEngine используется как графический компонент игрового движка EGO, который на тот момент уже был использован в игре Colin McRae: DiRT, вышедшей на PlayStation 3 11 сентября 2007 года.
В конце июля 2008 года менеджер SCEE R&D Джейсон Гордон Дойг (англ. Jason Gordon Doig) презентовал систему рендеринга ландшафта PhyreEngine.
На GDC 2009 были продемонстрированы новые возможности движка. На тот момент PhyreEngine уже использовался десятками игровых студий, которые создавали игры для PlayStation Store.
PhyreEngine выиграл награду «European Develop Industry Excellance Awards» в 2008 году (в категории «Техническая инновация») и в 2009 году (в категории «Игровой движок»).
Версия 2.40, выпущенная 23 марта 2009 года, включает новую систему рендеринга листвы, которая предоставляет инструментальные средства и технологии для рендеринга ультра-реалистичных деревьев и лесов.
9 марта 2010 года, на открытии GDC 2010 старший вице-президент SCEI Теидзи Ютака (англ. Teiji Yutaka) сделал анонс, в котором сообщил, что начиная с этого момента PhyreEngine будет доступен для портативной консоли Sony PlayStation Portable. Версия PhyreEngine для PSP и демоверсия новой игры Tunnel Vision, созданной на базе этого движка, демонстрировались на стенде Sony в рамках GDC 2010.
28 февраля 2011 года, на первый день открытия Game Developers Conference 2011, Sony анонсировала третью версию PhyreEngine. Основным нововведением данной версии стала поддержка игровой консоли PlayStation Vita, которая была анонсирована незадолго до GDC 2011. В прес-релизе заявлялось, что на тот момент PhyreEngine использовался в около 50 играх. Также описывались технологические изменения и усовершенствования в данной версии движка.
Также на GDC 2011 3 марта выступил Мэтт Свобода (англ. Matt Swoboda), ведущий программный инженер команды по разработке PhyreEngine в SCEE, со своим докладом на тему «The Next Generation of PhyreEngine» (с англ. — «Следующее поколение PhyreEngine»).

## Политика лицензирования
PhyreEngine является проприетарным, а не свободным программным обеспечением. Тем не менее, он распространяется бесплатно и с открытыми исходными кодами для всех разработчиков, желающих разрабатывать игры для PlayStation 3. Более того, SCEE R&D обеспечивает техническую поддержку разработчикам, использующим PhyreEngine. По словам Джейсона Дойга, менеджера SCEE R&D, они тратят около половины всего своего времени на техническую поддержку разработчиков. При этом часто происходит так, что разработчики игр сами находят ошибку в PhyreEngine, исправляют её в патче и отправляют этот патч обратно к SCEE R&D, которая включает полученный патч в следующий выпуск движка.
На июль 2009 года PhyreEngine использовали от 20 до 30 разработчиков по всему миру. Однако лицензия PhyreEngine не обязывает разработчика подписывать какое-то ни было соглашение об использовании и даже указывать в титрах игры о том, что он использует PhyreEngine. Поэтому большинство разработчиков не афишируют своё использование PhyreEngine, что приводит к тому, что подсчитать количество игр на движке довольно сложно.

## Технические характеристики
Графический движок PhyreEngine изначально был предназначен в первую очередь для использования на PlayStation 3, а также для IBM PC-совместимых персональных компьютеров под управлением операционных систем семейства Microsoft Windows и Linux. В марте 2010 года была добавлена поддержка PlayStation Portable, а в марте 2011 года — PlayStation Vita.
PhyreEngine использует интерфейс программирования приложений (API) Direct3D или OpenGL при использовании Microsoft Windows и библиотеку PS3 LibGCM из состава операционной системы PlayStation 3 при её использовании. Движок использует сложные методы параллельной обработки для оптимизации под процессор Cell и его блоки SPU (англ. Synergistic Processor Unit), однако движок может быть портирован и под другие многопоточные архитектуры. PhyreEngine обеспечивает полностью функциональные «игровые шаблоны» исходного кода, которые поддерживают физические движки Havok, PhysX и Bullet Physics Library. Ещё одной особенностью движка является поддержка техники отложенного освещения и затенения (англ. Deferred shading).
PhyreEngine является бесплатным движком с открытым исходным кодом, что позволяет использовать его не только на консолях Sony, но и на других платформах, таких как ПК и теоретически даже Xbox 360. Однако изначально PhyreEngine сфокусирован именно на PlayStation 3: он заточен под конкретно её архитектурные особенности и раскрывает полную функциональность и производительность именно на ней.
Начиная с версии 2.40, выпущенной в марте 2009 года, и продолжая в версиях 2.50 и 2.60, в PhyreEngine была добавлена полностью новая система рендеринга растительности. Она предоставляет инструментальные средства и технологии для рендеринга высокореалистичных деревьев, лесных массивов и травы. Для деревьев разработан специальный модуль Level of Detail, который постепенно может уменьшать качество деревьев, убирая отдельные ветки, листья, а в конечном счёте превращая дерево в двухмерную текстуру.
Версия 3.0 получила множество усовершенствований и нововведений. Был внедрён новый конвейер ассетов, комбинирующий улучшенные версии уже существующих проверенных экспортёров с новым мощным инструментом обработки, предназначенным для генерирования оптимизированных ассетов под конкретные платформы. Был переписан редактор уровней, который позволил применить data-driven-подход для авторинга игр, использующих «PhyreEngine». Следующим нововведением стал улучшенный API, предоставляющий новую функциональность для игровых сущностей, скриптов, интегрированной физики и навигационных компонентов.
PhyreEngine одержит средства для интеграции с другим подпрограммным обеспечением. Поддерживается подключение к нему технологий компании Havok, nVidia PhysX и Scaleform.

## Список игр, использующих PhyreEngine
В таблицу не включены игры, разработанные на игровом движке EGO производства Codemasters, который использует PhyreEngine в качестве графической подсистемы.
| Название игры                          | Разработчик                                             | Первая дата выхода           |
| -------------------------------------- | ------------------------------------------------------- | ---------------------------- |
| GripShift (PS3-версия)                 | Sidhe Interactive                                       | 4 января 2007 года           |
| flOw (PS3-версия)                      | Jenova Chen                                             | 22 февраля 2007 года         |
| PachiPara DL Hyper Sea Story In Karibu | Irem                                                    | 2 июля 2008 года             |
| Catan                                  | Game Republic                                           | 18 декабря 2008 года         |
| Savage Moon                            | FluffyLogic                                             | 24 декабря 2008 года         |
| Flower                                 | thatgamecompany                                         | 12 февраля 2009 года         |
| Burn Zombie Burn                       | Doublesix Games                                         | 26 марта 2009 года           |
| Atelier Rorona: Alchemist of Arland    | Gust Corporation                                        | 25 июня 2009 года            |
| Topatoi                                | Boolat Games                                            | 2 июля 2009 года             |
| Shatter                                | Sidhe Interactive                                       | 23 июля 2009 года            |
| Critter Crunch                         | Capybara Games                                          | 8 октября 2009 года          |
| Ar tonelico Qoga: Knell of Ar Ciel     | Gust Corporation                                        | 28 января 2010 года          |
| Atelier Totori: Alchemist of Arland 2  | Gust Corporation                                        | 24 июня 2010 года            |
| Rugby League Live                      | Big Ant Studios                                         | 27 августа 2010 года         |
| Atelier Meruru: Alchemist of Arland 3  | Gust Corporation                                        | в разработке, июнь 2011 года |
| Under Siege                            | Seed Studios                                            | в разработке, 2011 год       |
| Journey                                | thatgamecompany                                         | 14 марта 2012 года           |
| Hotline Miami                          | Dennaton Games, Abstraction Games (порт на PhyreEngine) | 23 октября 2012 года         |
| Bloodborne                             | FromSoftware, SCE Japan Studio                          | 24 марта 2015 года           |
| Unravel                                | Coldwood Interactive                                    | 9 февраля 2016 года          |
| Dark Souls 3                           | FromSoftware                                            | 12 апреля 2016 года          |
| The 7th Seal                           | VectorCell                                              | в разработке                 |
| Brooklyn Stories                       | Lexis Numérique                                         | в разработке                 |
| Strength of the Sword                  | Ivent Studios                                           | в разработке                 |
| Mars                                   | Spiders                                                 | в разработке                 |
| Elden Ring                             | FromSoftware                                            | 25 февраля 2022 года         |